# Zethus anisitsii
Zethus anisitsii är en stekelart som först beskrevs av Brethes 1906.  Zethus anisitsii ingår i släktet Zethus och familjen Eumenidae. Inga underarter finns listade i Catalogue of Life.